# Pavao Horvat (biskup)
Pavao Horvat (Pavao iz Horvata; ? - poslije 1394.), 28. zagrebački biskup, nasljednik Demetrija I.

## Životopis
Pavao Horvat potječe iz plemena Banča, a sin je plemića magistra Petra, sina Pavlovog iz Horvata (Stari Mikanovci). Na biskupsku stolicu došao je poslije biskupa Demetrija 1379. godine. Bio je osoba od povjerenja kralja Ludovika Anžuvinca. Kao takav 1379. s nekim drugima je bio mirovni sudac (lat. arbiter pacis) između Mlečana i Ugarske. 
U povijest Zagrebačke biskupije kao njezin duhovni vođa ušao je osnivanjem bratovštine za sretnu smrt, 29. rujna 1380. Pošto u uvodu razlaže neizbježnost i neizvjesnost časa kad će smrt nastupiti i potrebu pripravljenosti na nju, iznosi kako se posavjetovao s braćom prepozitom Nikolom, doktorom crkvenog prava i lektorom Ivanom de Pensaurom, kantorom Pavlom i drugim arhiđakonima i kanonicima koji su ga poticali da osnuje takvo društvo - pučki nazvano kalende
Zaslužan je i za prijenos tijela sv. Pavla pustinjaka iz Mletaka u Budim. Kralj Ludovik je želio dobiti tijelo tog sveca, te nije htio okončati rat protiv Mletaka dok mu nisu obećali da će mu dati tijelo sv. Pavla Pustinjaka. Tijelo je u Veneciji bilo u crkvi sv. Julijana Mučenika. U Veneciji se nije smjelo znati da će biskup Pavao i pečuški biskup Valentin odnijeti relikvije, pa se moralo paziti da ne bi razbješnjela gomila puka pokvarila pothvat. To se desilo 4. listopada 1381., a nakon mira u Turinu 8. kolovoza 1381. Časno tijelo sv. Pavla pustinjaka je bilo položeno u kraljevskoj kapeli budimske utvrde uz čuvanje braće pustinjaka.
Poslije 12. travnja 1382. hodočasti u Jeruzalem na Kristov grob. Za vrijeme njegovog boravka u Jeruzalemu umire 11. rujna 1382. kralj Ludovik I. Anžuvinac. Biskup Pavao Horvat sastavio je pregled dragocjenosti zagrebačke katedrale, prvi o kojemu postoji spomen, i zapečatio ga svojim pečatom. Taj imovnik, danas se ne zna gdje je i što je s njim, poslužio kao osnova za sastavljanje najstarijeg sačuvanoga imovnika iz 1394. godine, što je u uvodu ovog sačuvanog imovnika napisano.

### U protudvorskom pokretu
Zbog velikog nezadovoljstva vladavinom maloljetne kraljice Marije, a koju su Poljaci odbili, zatraživši da im kraljica bude Jadviga Anžuvinska, Pavao Horvat dolazi na ideju da bi hrvatsko-ugarski kralj mogao biti Karlo II. Drački, te je 1383. pod izlikom da putuje u Rim, otputovao u Napulj te pozvao Karla II. Dračkog na hrvatsko-ugarsko prijestolje. Nakon toga je Elizabeta Kotromanić, majka kraljice Marije zapovjedila najbližim biskupovim susjedima, građanima slobodnog kraljevskog grada Greča zagrebačkog, a i zagrebačke županije, da nikako ne smiju pristati uz biskupa Pavla i njegove istomišljenike Stjepana sina vojvode Stjepana, bivšeg bana Nikolu de Zeech i njihove suradnike, te da navale na biskupov dvor i podrum koji ima u Zagrebu i sva dobra koja će se tamo naći da pretvore u plijen. To je bilo u jesen 1384. godine.
Poslije neuspjelog pomirenja u Požegi 4. svibnja 1385., u jesen te godine preko Senja u Zagreb dovodi Karla II. Dračkog. Nakon toga sa svojim bratom Ivanom te pristašama Nikolom Zambom, Nikolom de Zeechom, Stjepanom Lackovićem, Ivanom Paližnom odlaze u Budim. Karlo II. Drački je okrunjen 31. prosinca u Stolnom Biogradu. No već početkom veljače 1386. ubio ga je Blaž Forgač. Poslije toga nezadovoljnici na čelu s Ivanom i Ladislavom, braćom biskupa Pavla, su se borili oružjem po Slavoniji. Tako su 25. srpnja 1386. kod Gorjana zarobili kraljicu Mariju i njezinu majku Elizabetu.

## Smrt
Postoje dvije verzije o svršetku biskupova života:
1. Po jednoj je biskup Pavao zarobljen zajedno sa svojim bratom Ivanom 12. kolovoza 1394. kod Dobora.
2. Po drugoj verziji, a prema pisanju Paula de Paullisa, zadarskog gradonačelnika i suvremenika tih događaja, tada već bivši zagrebački biskup je s nekolicinom svojih suboraca pobjegao u Apuliju.

Najnovija istraživanja dr. Josipa Lučića su iznijela nove pojedinosti o Pavlu Horvatu. Nakon što je morao napustiti zagrebačku biskupsku stolicu, našao se u Dubrovniku, a Dubrovčani su pratili njegovo kretanje. 
- Dubrovački senat 11. siječnja 1389. svom veleposlaniku koji je imao ići u Apuliju, dao je zadatak da izvijesti one koji budu zarobili bivšega zagrebačkog biskupa, da će ih kralj Žigmund bogato nagraditi ako mu ga predaju.
- 14. siječnja 1389. dubrovački senat naređuje zapovjedniku broda da uhiti zagrebačkog biskupa, vranskog priora (Ivana Paližnu) i sina bana Ivana Horvata (ili Nikola ili Ivan) ako ih nađe na moru.
- 20. travnja 1389. godine dubrovački senat određuje tri činovnika da nadziru ono što radi bivši zagrebački biskup, da o tome izvješćuju, dao im ovlasti da otvaraju pisma i prosljeđuju ih, te izdatke za glasnike i lađe.
- 1391. povijesni izvori spominju biskupa Pavla kao savjetnika kralja Ladislava u Napulju.

Pavla je na biskupskoj stolici naslijedio Ivan Smilo Bohemus.